# Myotis
Myotis är ett släkte av fladdermöss som beskrevs av Johann Jakob Kaup 1829. Myotis ingår i familjen läderlappar.
Det vetenskapliga släktnamnet är sammansatt av de gammalgrekiska orden mys (mus) och otis (öra).

## Utseende
Arterna når en kroppslängd (huvud och bål) av 35 till 100 mm och en svanslängd av 28 till 65 mm. Underarmarna blir 28 till 70 mm långa. Små arter som Myotis siligorensis väger bara 2,3 till 2,6 g och stora arter som större musöra (Myotis myotis) blir 18 till 45 g tunga. Oftast är pälsen på ovansidan brunaktig och på undersidan något ljusare. Några arter byter under årets lopp mellan en ljusare och en mörkare päls. Vissa arter är mera orange eller har en vitaktig undersida.
I släktet Myotis förekommer smala och spetsiga öron. Tandformeln för de flesta medlemmar är I 2/3 C 1/1 P 3/3 M 3/3. Av överkäkens tre premolarer är de första två små och den tredje ganska stor. Arten Myotis fortidens saknar en av de små premolarerna.

## Ekologi
Släktets medlemmar förekommer i många olika biotoper. Några arter föredrar barrskogar, andra torra buskskogar och en tredje grupp hittas främst i fuktiga landskap. Viloplatsen är oftast en grotta. Dessutom används trädens håligheter, ansamlingar av tät växtlighet och gömställen som skapades av människor som viloplats. Beroende på art bildas vid viloplatsen mindre flockar eller stora kolonier med flera tusen medlemmar.
Flera arter som lever på sommaren i tempererade områden vandrar före vintern till varmare trakter. Dessutom finns flera arter som håller vinterdvala.
De flesta medlemmar jagar insekter. Några arter har dessutom spindeldjur, mångfotingar eller små fiskar som föda. Myotis vivesi flyger ibland över havet nära kusten för att fånga kräftdjur och småfiskar.
Hos arter som lever i tempererade regioner sker parningen vanligen under hösten. Hanens sädesvätska förvaras i honans könsdelar och äggens befruktning sker under våren. Olika arter som lever i tropikerna kan para sig hela året och några som Myotis albescens kan ha två kullar per år. Dräktigheten varar 50 till 70 dagar och sedan föds oftast en unge. Hos Myotis austroriparius är tvillingar mera vanliga. Honor av flera arter från släktet bildar före ungarnas födelse egna kolonier som är skilda från hanarna.
Allmänt lever släktets medlemmar 6 till 7 år. Vissa individer kan bli mycket äldre. Individer av Myotis lucifugus levde till exempel cirka 30 år.

## Dottertaxa tillMyotis, i alfabetisk ordning[1][2]
Utbredning enligt Internationella naturvårdsunionen eller Wilson & Reeder (2005).
- Myotis abei, på Sachalin, listas inte av IUCN.
- Myotis adversus, sydostasiatiska öar.
- Myotis aelleni, västra Argentina.
- Myotis albescens, Centralamerika, Sydamerika.
- Nymffladdermus, Europa.
- Myotis altarium, sydöstra Kina.
- Myotis annectans, Sydostasien (fastland).
- Myotis atacamensis, Chile, Peru.
- Myotis ater, Sydostasien.
- Stäppfladdermus, från södra Balkan och Kreta till Kaspiska havet.
- Myotis auriculus, sydvästra USA, Mexiko.
- Myotis australis, omstridd art från Australien, kanske identisk med Myotis muricola.
- Myotis austroriparius, sydöstra USA.
- Bechsteins fladdermus, Europa, västra Asien.
- Litet musöra, Eurasien.
- Myotis bocagii, Afrika, Arabiska halvön.
- Myotis bombinus, östra Sibirien till Japan.
- Taigafladdermus, Eurasien.
- Myotis californicus, västra Nordamerika, Mexiko.
- Storfotsfladdermus, kring Medelhavet, västra Asien.
- Myotis chiloensis, södra Chile.
- Myotis chinensis, Sydostasien (fastland).
- Myotis ciliolabrum, centrala Nordamerika.
- Myotis cobanensis, Guatemala.
- Dammfladdermus, Eurasien.
- Vattenfladdermus, Eurasien.
- Myotis davidii, nordöstra Kina.
- Myotis dominicensis, Små Antillerna.
- Myotis elegans, Centralamerika.
- Flikörad fladdermus, Eurasien, norra Afrika.
- Myotis evotis, västra Nordamerika.
- Myotis fimbriatus, östra Kina.
- Myotis findleyi, på Islas Marías (Mexiko).
- Myotis formosus, Asien.
- Myotis fortidens, Centralamerika.
- Myotis frater, Asien.
- Myotis goudoti, Madagaskar.
- Myotis grisescens, östra USA.
- Myotis hasseltii, Sydostasien.
- Myotis hermani, Sydostasien.
- Myotis horsfieldii, Sydostasien.
- Myotis hosonoi, Japan (enligt IUCN identisk med Myotis ikonnikovi).
- Myotis ikonnikovi, östra Kazakstan till Koreahalvön.
- Myotis insularum, omstridd art från Samoa, kanske identisk med Emballonura semicaudata.
- Myotis keaysi, Central- och Sydamerika.
- Myotis keenii, västra Nordamerika.
- Myotis leibii, östra Nordamerika.
- Myotis lesueuri, flyttades till släktet Cistugo.
- Myotis levis, Sydamerika.
- Myotis longipes, Asien.
- Myotis lucifugus, Nordamerika.
- Myotis macrodactylus, östra Asien, inklusive Japan.
- Myotis macrotarsus, Filippinerna.
- Myotis martiniquensis, Barbados och Martinique.
- Myotis melanorhinus, västra Nordamerika.
- Myotis midastactus, Bolivia, beskriven 2014.[8]
- Myotis moluccarum, östra Indonesien.
- Myotis montivagus, Asien.
- Myotis morrisi, Etiopien och Nigeria.
- Myotis muricola, Asien.
- Större musöra, Europa, västra Asien.
- Mustaschfladdermus, Eurasien, norra Afrika.
- Fransfladdermus, Eurasien, norra Afrika.
- Myotis nesopolus, Colombia, Venezuela.
- Myotis nigricans, Central- och Sydamerika.
- Myotis nipalensis, Asien.
- Myotis occultus, södra Nordamerika.
- Myotis oreias, södra Malackahalvön.
- Myotis oxyotus, norra Sydamerika och till Costa Rica.
- Myotis ozensis, Japan (enligt IUCN identisk med Myotis ikonnikovi).
- Myotis peninsularis, Baja California.
- Myotis pequinius, östra Kina.
- Myotis pilosus, östra Asien (synonym Myotis ricketti).
- Myotis planiceps, Mexiko.
- Myotis pruinosus, Japan.
- Medelhavsmusöra, norra Afrika och Medelhavsöar.
- Myotis ridleyi, Malackahalvön, Borneo.
- Myotis riparius, Central- och Sydamerika.
- Myotis rosseti, Sydostasien (fastland).
- Myotis ruber, Sydamerika.
- Myotis schaubi, nordvästra Iran och angränsande områden.
- Myotis scotti, Etiopien.
- Myotis seabrai, flyttades till släktet Cistugo.
- Myotis septentrionalis, nordöstra USA, sydöstra och centrala Kanada.
- Myotis sicarius, Nepal.
- Myotis siligorensis, Asien.
- Myotis simus, Sydamerika.
- Myotis sodalis, östra Nordamerika.
- Myotis stalkeri, indonesiska öar.
- Myotis thysanodes, västra Nordamerika, Mexiko.
- Myotis tricolor, Afrika.
- Myotis velifer, centrala USA till Honduras.
- Myotis vivesi, västra Mexiko, Baja California.
- Myotis volans, västra Nordamerika, Mexiko.
- Myotis welwitschii, Afrika.
- Myotis yesoensis, Japan (enligt IUCN identisk med Myotis ikonnikovi).
- Myotis yumanensis, västra Nordamerika, Mexiko.

Året 2001 blev arten Myotis annamiticus beskriven.
Året 2009 beskrevs en ny art i släktet, iberisk fransfladdermus (Myotis escalerai). Den listas av IUCN som livskraftig.
Myotis rufopictus blev 2014 godkänd som art. Året 2019 blev Myotis crypticus beskriven.

## Bildgalleri

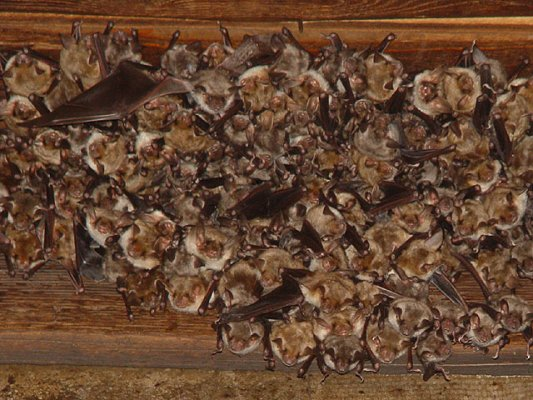
Koloni av Myotis myotis
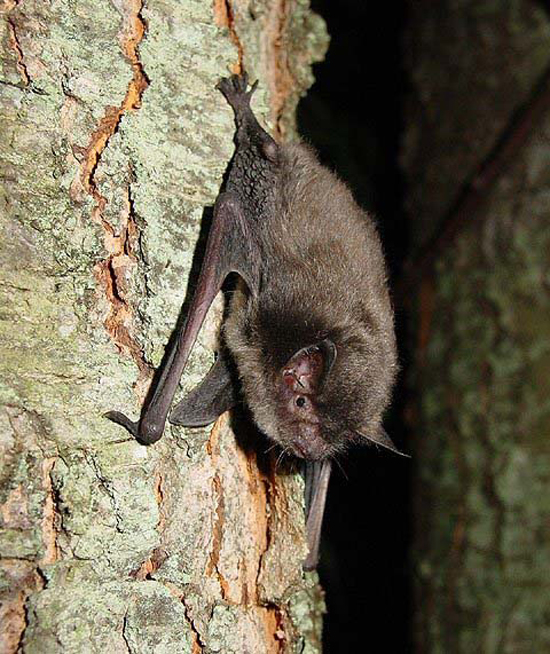
Myotis sodalis
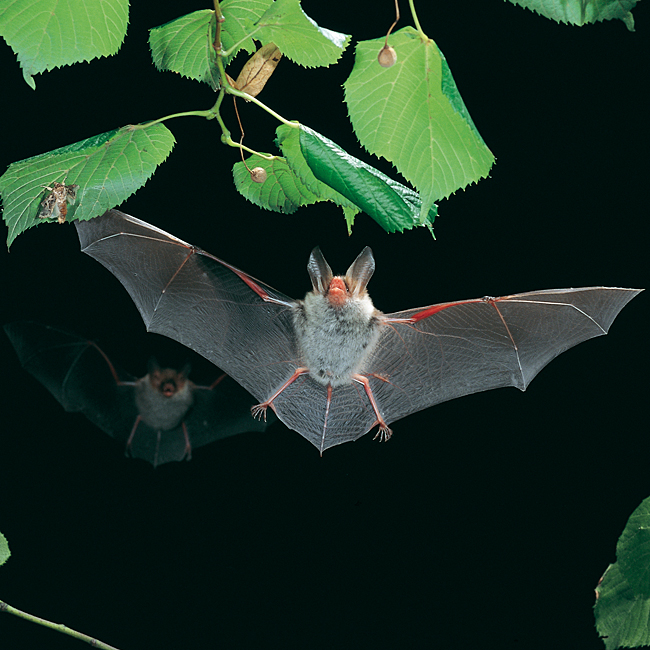
Myotis bechsteinii
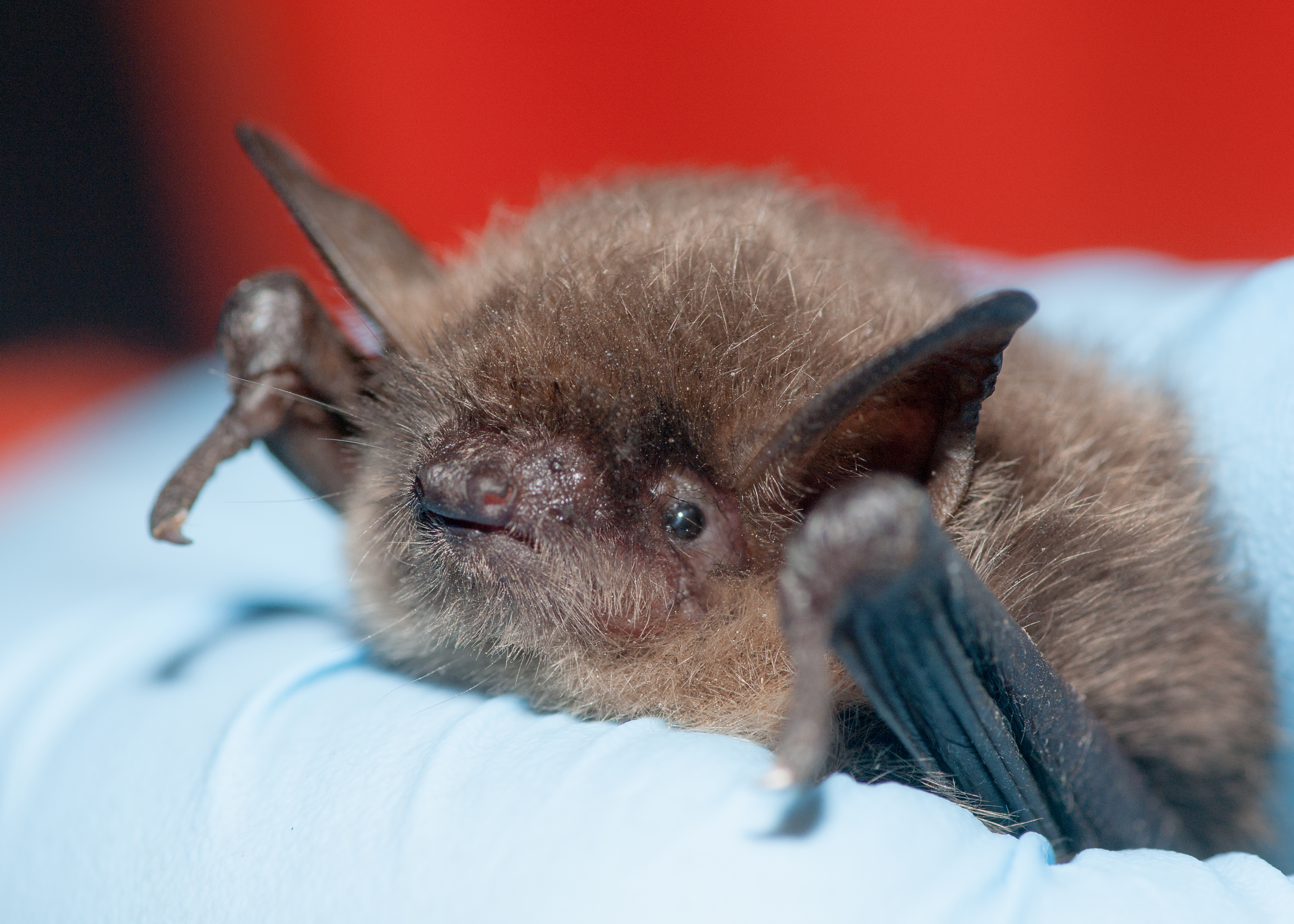
Myotis yumanensis